# 이론물리학
이론물리학(理論物理學)은 물리학적 세계와 시스템에 대한 수학적 모형을 수립하여 자연 현상을 이해하고, 이를 예측하는 물리학의 한 분야이다.
수리 물리학과는 다른데, 수학적 모형을 수립하는 것은 같지만 수리물리학은 응용수학으로, 이론물리학보다 수학적 일관성과 체계성을 강조하는 반면, 이론물리학에서는 그런 수학적인 면은 별로 중요하지 않으며 실험을 잘 설명하고 물리적 의미를 정립하는데 집중한다. 실험과의 합치 및 예측 능력이 필수이며 수학적 일관성과 체계성은 필수는 아니다.  예를 들어, 양-밀스 이론은 양자역학처럼 수학적 형식화가 명확히 되지 않고 있어서 수리물리학의 엄밀성을 갖추는 문제가 큰 수리물리학적 난제로 여겨지나, 이론물리학적으로는 상당히 만족스러운 이론이다.
자연과학에서 이론의 타당성 여부는 실험을 통한 검증으로 결정된다. 실험 기술이 전문화되고 복잡해지기 전에는 이론 물리와 실험 물리의 엄밀한 구분은 없었다. 이러한 분기점은 대략 20세기 초(대략 엔리코 페르미를 기점으로)로 볼 수 있다.
1900년대 중반을 지나는 때의 이론 물리 경향은 이전까지 물리학에서 쓰지 않던 수학들이 현대 물리의 전반에 응용이 되어 널리 쓰이게 되었다는 점이다. 리 군과 리 대수는 게이지 대칭성에 쓰이며, 일반 상대성 이론, 양자장론에서 장을 기술하는데 준 리만 다양체를 사용한다. 그러나 초끈 이론은 2021년까지 검증된것이 하나도 없어서 많은 비판을 받고 있으며, 물리학이라기보다는 아직은 양자장론을 도와주는 방법론 정도에 그치고 있다. 이론 물리학이라기보다는 수리 물리학에 가깝다고 해야겠다. 현대 물리학에서 실험과 거리가 있으면서 지나치게 수학에 의존이 심한 이론들이 나오는 경향은 물리학자들의 경계를 받기도 하며, 특히 과학을 하는데 수학적 아름다움 비슷한걸 고려하는 것 같은 비과학적인 방식을 지나치게 중요시하는 물리학자들이 비판을 받기도 한다.
대표적인 이론물리학자로는 알베르트 아인슈타인, 막스 플랑크, 에르빈 슈뢰딩거, 하이젠베르크, 리처드 파인만, 로버트 오펜하이머, 스티븐 와인버그, 폴 디랙, 스티븐 호킹, 킵 손 등이 있다.

## 같이 보기
- 물리학의 철학
- 이중 장론